# (699) Хела
(699) Хела (лат. Hela) — астероид, относящийся к группе астероидов пересекающих орбиту Марса, который принадлежит к светлому спектральному классу S. Он был открыт 5 июня 1910 года американским астрономом Джозефом Хелффричем в Гейдельбергской обсерватории и назван в честь скандинавской владычицы мира мёртвых Хель (в её честь также назван второй астероид (949) Хель). Тиссеранов параметр относительно Юпитера — 3,239.

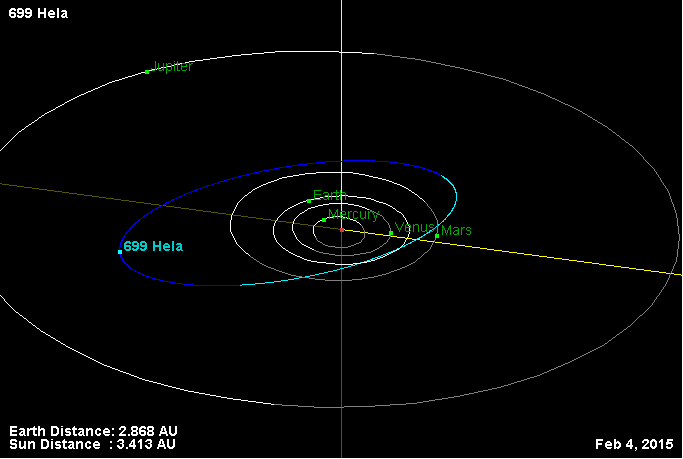
Орбита астероида Хела и его положение в Солнечной системе